# Йорн Ланде
Йорн Ланде (на норвежки: Jørn Lande; роден на 31 май 1968 г. в Рюкан, Норвегия) е хевиметъл и хардрок певец. Той е известен като вокалист на групи като Masterplan, Ark, Beyond Twilight, Vagabond и The Snakes и като солов изпълнител под името Jorn.

## Живот и кариера
Тъй като баща му също е музикант, интересът на Ланде към музиката се събужда в ранна възраст. Йорн Ланде свири рок музиката от 70-те и 80-те години на миналия век като свое основно вдъхновение.
От втората половина на 80-те години Ланде прави турнета с различни групи и също така се появява като студиен певец в редица албуми. Работил е с международно известни рок музиканти върху повече от двадесет студийни албума, като например B. Arjen Anthony Lucassen, Ronnie Le Tekro (Ти ен Ти), Ингви Малмстийн, Ник Мъди, Бърни Мадсън (екс Уайтснейк), Джо Лин Търнър, Дон Айъри, Кен Хенсли, Ули Джон Рът, Йорн Виго Лотстад (Pagan's Mind).
След като му отнема няколко години да се развие като певец и текстописец, първият официален диск с него като певец е издаден през 1994 г. под името на групата Vagabond. През същата година изпява и химна Alt for Norge по повод участието на норвежкия национален отбор по футбол на световното първенство в САЩ.
През 2000 г. стартира соловия си проект Jorn, с който е успешен и до днес. През същата година се присъединява към групата Милениум, което води до сътрудничеството му с американския рок китарист Ралф Сантола. Ланде заменя оригиналния вокалист Тод Плант, който се присъединява към групата след само един албум с Ланде на вокалите.
Ланде отбеляза най-големите си успехи с пауър метъл групата Masterplan, към която се присъединява през 2002 г., малко след като е основана от двамата бивши музиканти от Helloween – Роланд Грапов (китара) и Ули Куш (барабани). Въпреки това, поради ограничения във времето, Ланде напуска групата през 2006 г. и бившият певец на Riot Майк ДиМео заема неговото място. Въпреки това, на 25 юли 2009 г. е обявено завръщането на Йорн в Masterplan, а на 21 май 2010 г. излиза албумът Time To Be King. На 2 юли 2010 г. излиза новият солов албум Dio. Това е трибютен албум в памет на певеца Рони Джеймс Дио, който умира през май 2010 г. Ланде написва трибют песента, наречена Song for Ronnie James, а също и няколко кавър песни, базирани на оригинални песни на Дио.
През 2014 г. Ланде участва с водещите вокали за измислената група Pentakill в компютърната игра League of Legends. Придружаващият албум Smite and Ignite също е издаден през 2014 г.

## Дискография

### Като Jorn
- Starfire (2000)
- World-changer (2001)
- Out to Every Nation (2004)
- Unlocking the Past (2006)
- The Duke (2006)
- The Gathering (2007)
- Lonely Are the Brave (2008)
- Spirit Black (2009)
- Dukebox (2009)
- Dio (2010)
- Bring Heavy Rock to the Land (2012)
- Symphonic (2013)
- Traveller (2013)
- Heavy Rock Radio (2016)
- Life on Death Road (2017)
- Live on Death Road (2019)
- Heavy Rock Radio II – Executing the Classics (2020)
- Over the Horizon Radar (2022)

### Като Russell Allen или Allen/Lande
- The Battle (2005)
- The Revenge (2007)
- The Showdown (2010)
- The Great Divide (2014)

### С Masterplan
- Masterplan (2002)
- Aeronautics (2005)
- Time to Be King (2010)

### С Trond Holter като Holter
- Dracula – Swing of Death (2015)

### Други проекти
- Vagabond – Vagabond (1994)
- Mundanus Imperium – The Spectral Spheres Coronation (1998)
- The Snakes – Live in Europe (1998) (албум съвместно с Whitesnake; кавър версии)
- The Snakes – Once Bitten … (1998)
- Millennium – Hourglass (2000)
- Beyond Twilight – Devil’s Hall of Fame (2001)
- Ark – Burn the Sun (2001)
- Brazen Abbot – Guilty as Sin (2003)
- Pentakill – Smite & Ignite (Lightbringer, Thornmail) (2014)
- Pentakill – II: Grasp of the Undying (2017)
- Pentakill – III: Lost Chapter (2021)

### Като гост-певец
- Nikolo Kotzev's Nostradamus (2001)
- Ken Hensley – Blood on the Highway (2007)
- Ayreon – 01011001 (2008)
- Avantasia – The Scarecrow (2008)
- Avantasia – The Wicked Symphony (2010)
- Avantasia – Angel of Babylon (2010)
- Trillium – Alloy (2011)
- Avantasia – Ghostlights (2016)
- Avantasia – The Raven Child (2018)
- Avantasia – Moonglow (2019)
- Avantasia – A Paranormal Evening with the Moonflower Society (2022)